# Baywatch
Baywatch, conocida como Los vigilantes de la playa (en España) o Guardianes de la bahía (en Hispanoamérica), es una serie de televisión estadounidense sobre los socorristas de las playas de las ciudades de Santa Mónica y Honolulu. La serie se transmitió de 1989 a 2001.

## Historia
Gregory J. Bonann trabajaba como socorrista en el condado de Los Ángeles, y empezó un proyecto de película sobre socorristas que terminó en la serie Baywatch.
Baywatch empezó a emitirse en la cadena NBC en 1989, pero fue cancelada tras la primera temporada porque el coste de su producción era muy elevado y su índice de audiencia era bastante bajo.
Sabiendo que la serie aún tenía potencial y seguidores, David Hasselhoff la reimpulsó en 1991, invirtiendo su dinero y ejerciendo de productor ejecutivo. La serie tuvo un gran éxito, especialmente en el extranjero, y derivó en dos secuelas: Baywatch Nights y la película Baywatch: Hawaiian Wedding.
En 1999 se planeó una versión australiana y los que se presentaron al casting viajaron hasta Sídney para grabar. La idea principal era que los personajes ya establecidos en la versión estadounidense apareciesen en el capítulo piloto, interactuando con el servicio de salvavidas local y, de esta manera, formar Baywatch Downunder. Se rodó el capítulo piloto, pero la grabación se paró cuando los residentes de Ávalon, un pueblo local, opusieron unos duros inconvenientes a la realización, incluyendo el potenciar la quema de grandes ecosistemas. El Consejo de Avalon, canceló cualquier tipo de grabación posible y el capítulo piloto no se pudo emitir hasta pasado un año.
En la décima temporada, el escenario de la serie se movió a Hawái y el título se cambió a Baywatch Hawaii.
La serie protagonizada principalmente por David Hasselhoff, famoso por la serie Knight Rider, encarna a Mitch Buchannon, quien permaneció en la serie durante diez de las once temporadas. Baywatch se centraba en el trabajo de equipo de los socorristas y en sus relaciones interpersonales, con escenarios relacionados con la playa y otras actividades pertinentes al estilo de vida californiano (más tarde hawaiano). Se trataban todo tipo de situaciones: desde terremotos, pasando por ataques de tiburones, a asesinos en serie, y hasta bombas nucleares. Salvar a la gente de ahogarse era una de las situaciones más frecuentes en los capítulos.
Los actores más conocidos eran: David Hasselhoff, Pamela Anderson, Yasmine Bleeth, Alexandra Paul, Billy Warlock, Jeremy Jackson o David Charvet.
Muchos de los actores y actrices de la serie aparecieron en la serie algunas temporadas, solo corriendo largos trozos de playa. Algunos otros que también se hicieron famosos fueron  Erika Eleniak, Carmen Electra, Vanessa Angel, Traci Bingham, Donna D’Errico, Nicole Eggert, David Chokachi, Gregory Alan Williams, Gena Lee Nolin, Jaason Simmons, Nancy Valen, Kelly Slater y Michael Newman, siendo este último verdadero socorrista de Los Ángeles.

## Banda sonora
La canción original de la NBC era "Save Me", interpretada por Peter Cetera, con Bonnie Raitt en la guitarra y Richard Sterban, cantante de The Oak Ridge Boys, fue uno de los coristas.
Para las series secuela, se creó otro tema, I'm Always Here, interpretada por Jimi Jamison, la canción del cantante de rock de la banda Survivor reemplazó a "Save Me" y además del tema "Current Of Love" de David Hasselhoff que se utilizó para los créditos.
Cuando la serie empezó a emitirse cinco días a la semana en la NBC, junto a todos los episodios de las series secuela, la canción de cabecera fue sustituida por una versión corta de "I'll Be Ready" (con la que fue más reconocida), con algunas imágenes de la serie original de la NBC.
En 2006, las mezclas de la B.S.O. de Baywatch, "I'll Be Ready", fueron grabadas como sencillos por Naughty Boy y Sunblock. La versión de "Naughty Boy", "Phat Beach (I'll Be Ready)", apareció en el número 36 de las listas de éxitos del Reino Unido, mientras que la versión de "Sunblocks", "I'll Be Ready", entró en las listas en el número 4 una semana más tarde.

## Personajes
| Personaje              | Actor                       | Duración              |
| ---------------------- | --------------------------- | --------------------- |
| Mitch Buchannon        | David Hasselhoff            | 1989-2000             |
| Mike Newman            | Michael Newman              | 1989-2000             |
| Eddie Kramer           | Billy Warlock               | 1989-1992             |
| Shauni McClain Kramer  | Erika Eleniak               | 1989-1992             |
| Hobie Buchannan        | Brandon Call Jeremy Jackson | 1989-1990 1991-1999   |
| Stephanie Holden       | Alexandra Paul              | 1992-1997             |
| Casey Jean Parker "CJ" | Pamela Anderson             | 1992-1997             |
| Matt Brody             | David Charvet               | 1992-1995             |
| Summer Quinn           | Nicole Eggert               | 1992-1994             |
| Caroline Holden        | Yasmine Bleeth              | 1994-1997             |
| Logan Fowler           | Jaason Simmons              | 1994-1996             |
| Cody Madison           | David Chokachi              | 1995-1999             |
| Neely Capshaw          | Gena Lee Nolin              | 1995-1998             |
| Donna Marco            | Donna D'Errico              | 1996-1998             |
| J. D. Darius           | Michael Bergin              | 1997-2001             |
| Lani McKenzie          | Carmen Electra              | 1997-1998             |
| Craig Pomeroy          | Parker Stevenson            | 1989-1990 y 1997-1999 |
| Jordan                 | Traci Bingham               | 1996-1998             |
| Skylar Bergman         | Marliece Andrada            | 1997-1998             |
| Taylor Walsh           | Angelica Bridges            | 1997-1998             |
| Jill Riley             | Shawn Weatherly             | 1989-1990             |
| Garner Ellerbee        | Gregory Alan Williams       | 1989-1995             |
| Don Thorpe             | Monte Markham               | 1989-1992             |
| Trevor Cole            | Peter Phelps                | 1989-1990             |
| Gina Pomeroy           | Holly Gagnier               | 1989-1990             |
| Jim Barnett            | Gregory J. Barnett          | 1989-1999             |
| Gayle Buchannan        | Wendie Malick               | 1989-1994             |
| Sid Wilson             | Michael McManus             | 1989                  |
| John D Cort            | John Allen Nelson           | 1990-1995             |
| Amanda Keller          | Sherilyn Wolter             | 1990                  |
| Harvey Miller          | Tom McTigue                 | 1991-1992             |
| Ben Edwards            | Richard Jaeckel             | 1991-1994             |
| Kaye Morgan            | Pamela Bach                 | 1991-1996             |
| Brooke                 | Patrice Leal                | 1991-1992             |
| Heinz                  | Heinz Altieri               | 1991-1992             |
| Megan                  | Vanessa Angel               | 1991                  |
| Jimmy Slade            | Kelly Slater                | 1992-1993             |
| Jackie Quinn           | Susan Anton                 | 1992-1994             |
| Guido Torzini          | Buzz Belmondo               | 1992-1993             |
| Ron                    | Ron Sterk                   | 1993-1999             |
| April Giminski         | Kelly Packard               | 1997-1999             |
| Connor                 | Corey Schwartz              | 1994-1997             |
| JB                     | Joshua Berk                 | 1994-1997             |

Baywatch Hawaii (1999–2001)
| Actor                  | Personaje       | Duración  |
| ---------------------- | --------------- | --------- |
| David Hasselhoff       | Mitch Buchannon | 1989-2000 |
| Michael Newman         | Mike Newman     | 1989-2000 |
| Michael Bergin         | J.D. Darius     | 1997-2001 |
| Brooke Burns           | Jessie Owens    | 1998-2000 |
| Jason Brooks           | Sean Monroe     | 1999-2001 |
| Brandy Ledford         | Dawn Masterton  | 1999-2000 |
| Simmone Jade Mackinnon | Allie Reese     | 1999-2000 |
| Jason Momoa            | Jason Ioane     | 1999-2001 |
| Stacy Kamano           | Kekoa Tanaka    | 1999-2001 |
| Krista Allen           | Jenna Avid      | 2000-2001 |
| Charlie Brumbly        | Zach McEwan     | 2000-2001 |
| Brande Roderick        | Leigh Dyer      | 2000-2001 |
| Alicia Rickter         | Carrie Sharp    | 2000-2001 |

Baywatch: Hawaiian Wedding (TV) - Los vigilantes de la playa: Misión Hawái (TV) (2003 - película TV)
| Actor                 | Personaje               |
| --------------------- | ----------------------- |
| David Hasselhoff      | Mitch Buchannon         |
| Michael Newman        | Mike Newman             |
| Yasmine Bleeth        | Caroline Holden         |
| Pamela Anderson       | Casey Jean Parker (C.J) |
| Alexandra Paul        | Allison Ford/Judy Radin |
| Nicole Eggert         | Summer Quinn            |
| Carmen Electra        | Lani McKenzie           |
| Jeremy Jackson        | Hobie Buchannan         |
| Michael Bergin        | J.D. Darius             |
| Stacy Kamano          | Kekoa Tanaka            |
| Jason Momoa           | Jason Ioane             |
| Gena Lee Nolin        | Neely Capshaw           |
| John Allen Nelson     | John D. Cort            |
| Gregory Alan Williams | Garner Ellerbee         |

## Adaptación cinematográfica
Una adaptación cinematográfica de la serie se desarrolló en 2017 con Dwayne Johnson interpretando el papel principal.